# نیتزانا (منطقه مسکونی)
شهر نیتزانا (به لاتین: Nitzana, Israel) یک منطقهٔ مسکونی در اسرائیل است که در جنوب واقع شده‌است. جمعیت آن طبق سرشماری سال ۲۰۱۵ میلادی، ۹۹ تن است. قبلاً این منطقهٔ مسکونی به نام عوجه الحفیر شناخته می‌شد.